# 快门优先

用S來代表快門優先的模式轉盤。

快門優先（英語：Shutter priority）是相机的一种曝光模式。在尼康相机中以模式转盘上的字母S表示，在佳能相机中以模式转盘上的字母Tv表示。在快门优先模式下，拍摄者可以手动定义快门的速度，由机器自动测光系统计算出曝光量的值，然后根据你选定的快门速度自动决定用多大的光圈。
使用高速快门可以凝固物体运动的瞬间，使用慢速快门则可以记录下物体运动的轨迹。如拍摄飞驰而过的赛车，应使用不低于1/1000秒的高速快门，而想记录下夜晚车流的光带亦或是拍摄星轨则应使用十几秒甚至几十秒的慢速快门。

## 目的
使用快门优先模式的目的是，使用者可以透過控制快門的速度，使影像凝固或是模糊。（如運動攝影中，使用者可以在快門優先模式下選擇一個高速的快門，以凝固高速運動的運動員的動作）

### 安全快门
安全快门是指在手持拍摄中，所需采用的最低快门速度。对于135画幅相机来讲，安全快门近似等于所用镜头焦距的倒数分之一秒。在使用快门优先模式手持拍摄时，请注意不要将曝光时间设置得长于安全快门值。